# Modelo a seguir
Un modelo de conducta o a seguir es una persona cuyo comportamiento, ejemplo o éxito es o puede ser emulado por otros, especialmente por los más jóvenes. El término modelo a seguir se le atribuye al sociólogo Robert K. Merton, quien acuñó la frase durante su carrera. Merton planteó la hipótesis de que los individuos se comparan con grupos primarios de referencia de personas que ocupan el papel social al que aspira el individuo. Un ejemplo es la forma en que los aficionados jóvenes idolatran e imitan a los atletas profesionales o artistas del entretenimiento.
En la segunda mitad del siglo XX, los defensores de la equidad en el lugar de trabajo en Estados Unidos popularizaron el término y el concepto de modelos a seguir como parte de un léxico de capital social más amplio, que también incluye términos como techo de cristal, redes, tutoría y guardián que sirven para identificar y abordar los problemas que impiden el éxito profesional a los grupos no dominantes. Posteriormente, la corriente principal en la literatura empresarial adoptó los términos y conceptos, promoviéndolos como caminos hacia el éxito para todos los  profesionales. En 1970 estos términos no estaban en el vocabulario americano general; a mediados de la década de 1990 se habían convertido en parte de las conversaciones cotidianas. Aunque la frase modelo a seguir ha sido criticado más recientemente como "desactualizado", el término y su responsabilidad asociada sigue siendo prominente en la conciencia pública como una frase de uso común, y una "presencia poderosa" en la industria del entretenimiento y los medios.
Los modelos a seguir también pueden ser nacionales, por ejemplo, los políticos e intelectuales chilenos tuvieron a Francia como el principal modelo a seguir durante gran parte del siglo XIX hasta que se enfocaron en Alemania en las últimas décadas del siglo.

## Efecto sobre la oportunidad y elección de carrera
Según la historiadora Pamela Laird, los modelos a seguir elegidos por una persona pueden tener un impacto considerable en sus oportunidades y elecciones profesionales. La idoneidad de un modelo a seguir depende, en parte, de la similitud percibida por el admirador con el modelo, que debe proporcionar una imagen de un objetivo ambicioso pero realista. Por ejemplo, Laird sugiere que Benjamin Franklin sirvió como modelo a seguir para innumerables hombres de negocios blancos del siglo XIX, incluidos personas notables como Thomas Mellon, BF Goodrich y Frederick Weyerhäuser. Laird sugiere que la falta de puntos en común entre los posibles modelos a seguir y los admiradores tuvo un impacto en las oportunidades para las minorías y las mujeres estadounidenses en avanzar profesionalmente.  Esto estimuló los esfuerzos de finales del siglo XX para desarrollar modelos adecuados para estos grupos.

## Modelos a seguir de celebridades
El alcance cada vez mayor de los medios de comunicación en la cultura popular ha elevado a ciertas celebridades a la fama mundial. Este auge de la cobertura de los medios y la exposición constante a estas personas resultó en un cambio de mentalidad hacia las celebridades tanto en adultos como en jóvenes. Según una encuesta de profesores del Reino Unido realizada en 2008 por la Asociación de Profesores y Conferencistas, los jóvenes eligieron con mayor frecuencia a estrellas del deporte como modelos a seguir, seguidos de las estrellas del pop. Sin embargo, muchos simplemente aspiraban a ser "famosos por ser famosos", creyendo que se podía acceder fácilmente a la fama y la fortuna a través de la televisión de realidad.

## Modelos de conducta familiares y comunitarios
Los padres y otros adultos en la familia consituyen modelos a seguir que influyen significativamente en las "aspiraciones de educación y formación, la autoeficacia en la tarea y la expectativa de una carrera empresarial" de una persona.
Los modelos comunitarios a seguir a menudo se pasan por alto y son escasos. Los maestros llenan este vacío y se les considera una influencia central para la crianza y el éxito futuro de un niño. [Cita requerida] Según Rita Pierson, los maestros, debido a la gran cantidad de tiempo que pasan con los niños, tienen un impacto tan grande en los niños que se les aconseja que sean agradables a fin de establecer relaciones emocionales sólidas con los niños. Algunos modelos como los de las comunidades occidentales suelen ser expertos en un campo determinado. En otras, como en las comunidades indígenas, los modelos a seguir a menudo se basan en la elección de carrera (como maestros, médicos, etc.), pero al demostrar a otros cómo hacer algo, por ejemplo, en las comunidades indígenas mexicanas, los padres llevan a sus hijos desde recién nacidos al trabajo.

## Modelos a seguir de atletas
Existe una discusión significativa sobre si los atletas deben ser considerados modelos a seguir. A algunos atletas se les ha pedido que se comporten como si fueran modelos a seguir para sus comunidades locales, y algunos como Hank Greenberg han intentado deliberadamente dar un buen ejemplo pero en general se ha criticado a los atletas como modelos a seguir debido a su nombramiento a menudo se basa únicamente en la capacidad deportiva y no en la moral Se ha sugerido que la disciplina y el control que muestran continuamente los deportistas en el campo de juego lleva a los espectadores a creer que estas mismas cualidades se muestran también fuera del campo. Estos y otros factores como los elementos de competencia, entusiasmo y éxito son los que hacen que la gente quiera emularlos. Charles Barkley ha declarado que cree que los atletas no son las figuras que los niños deberían emular y que es responsabilidad de los padres ser modelos a seguir, que el papel es aplicado deliberadamente por los medios y sitúa a los deportistas como un objetivo inalcanzable para la mayoría.